# Stetten, Unterallgäu
Stetten là một đô thị ở huyện Unterallgäu bang Bayern, Đức.